# Bruce Jackson

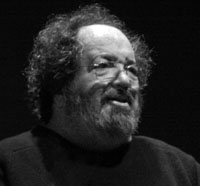

Bruce Jackson (geb.  21. Mai 1936 in Brooklyn, New York) ist ein US-amerikanischer Kulturwissenschaftler, Folklorist, Dokumentarfilmer, Autor und Fotograf, der durch seine Gefängnisfotografien und -dokumentationen in Texas und Arkansas über die Grenzen seines Landes hinaus berühmt geworden ist.

## Leben
Bruce Jackson wurde am 21. Mai 1936 in Brooklyn, New York, geboren. Er diente von 1953 bis 1956 im United States Marine Corps und studierte an der Rutgers University und am New Jersey Institute of Technology. Er ist SUNY Distinguished Professor und James Agee Professor of American Culture an der University at Buffalo.
Er erwarb zahlreiche Titel und übte zahlreiche Ämter und Positionen aus, darunter die des Präsidenten der American Folklore Society (1984).
Jackson erhielt zahlreichen Stipendien und Auszeichnungen, auch über die USA hinaus. Im Jahr 2012 ernannte ihn der französische Staatspräsident zum Chevalier, Ordre national du Mérite, bereits 2002 war er zum Chevalier, Ordre des Arts et des Lettres ernannt worden.
Zusammen mit Diane Christian hat er bei fünf Dokumentarfilmen Regie geführt und sie produziert.
Jackson erhielt eine Grammy-Nominierung für Wake Up Dead Man, eine CD mit Arbeitsliedern schwarzer Sträflinge, die sein gleichnamiges Buch begleitet.
Im Jahr 2017 produzierte die Wooster Group ein Theaterstück, das auf seinen Aufzeichnungen aus dem Jahr 1964 in texanischen Gefängnissen basiert: The B-Side: ‚Negro Folklore from Texas State Prisons‘ A Record Album Interpretation.
Seine Fotografien konzentrieren sich hauptsächlich auf das Gefängnisleben, insbesondere in den Arbeitsgefängnissen des Südens.
Zu der französischen Buchreihe Terre humaine von Jean Malaurie (Hrsg.) steuerte er verschiedene Beiträge bei, darunter Leurs prisons. Autobiographies de prisonniers et d’ex-détenus américains (1975; Vorwort von Michel Foucault. [Ihre Gefängnisse. Autobiografien amerikanischer Gefangener und Ex-Häftlinge]) u. a.

## Filmografie
- Death Row (1979)
- Creeley (1988)
- Out of Order (1983)
- Robert Creeley: Willy's Reading (1982)
- William August May (1982)

## Publikationen
- Folklore and Society (ed., Folklore Associates, 1966)
- The Negro and his Folklore in 19th Century Periodicals (ed., American Folklore Society and University of Texas Press, 1967)
- A Thief's Primer (Macmillan, 1969)
- In the Life: Versions of the Criminal Experience (Holt, Rinehart and Winston, 1972)
- Wake Up Dead Man: Afro-American Worksongs from Texas Prisons[6] (Harvard University Press, 1972)
- "Get Your Ass in the Water and Swim Like Me"[7]: Narrative Poetry from Black Oral Tradition (Harvard University Press, 1974)
- Killing Time: Life in the Arkansas Penitentiary (photographs. Cornell University Press, 1977)
- The Programmer (novel, Doubleday, 1979)
- Death Row (with Diane Christian, Beacon Press, 1980)
- Get the Money and Shoot: The DRI Guide to Funding Documentary Films (Documentary Research, 1981)
- Your Father's Not Coming Home Any More (ed., Richard Marek / Putnam's, 1981)
- Doing Drugs (with Michael Jackson, St. Martin's, 1983)
- Teaching Folklore (ed., American Folklore Society and Documentary Research, 1984)
- Law and Disorder: Criminal Justice in America (University of Illinois Press, 1985)
- Rainbow Freeware (New South Moulton Press, 1986)
- Fieldwork (University of Illinois Press, 1987)
- A User's Guide: Freeware, Shareware, and Public Domain Software (New South Moulton Press, 1988)
- Disorderly Conduct (political and social essays, University of Illinois Press, 1992)
- The World Observed: Reflections on the Fieldwork Process (co-editor, with Edward D. Ives, University of Illinois Press, 1996)
- The Story is True: The Art and Meaning of Telling Stories (Temple University Press, 2007)
- Pictures from a Drawer: Prison and the Art of Portraiture (Temple University Press, 2009)
- In This Timeless Time: Living and Dying on Death Row in America[8] (University of North Carolina Press, 2012, with Diane Christian)
- "Inside the Wire: Photographs from Texas and Arkansas Prisons" (University of Texas Press, 2013)
- "Being There: Bruce Jackson, Photographs, 1962-2012" (Burchfield-Penney Art Center, 2013)
- "Inside the Wire: Photographs from Texas and Arkansas Prisons" (University of Texas Press, 2013)
- "American Chartres: Buffalo's Waterfront Grain Elevators" (SUNY Press, 2016)
- "Terlingua Necropolis" (Synergistic Press 2017)
- "I Look at Diane Christian/Diane Christian looks at Me. Photographs 1971-2017" (Synergistic Press)
- "Babel: The First Ten Years," (Just Buffalo, 2018, ed. by Barbara Cole)
- "Places: Things heard, things seen" (BlazeVox 2019)